# Огузкент
«Огузкент» (туркм. Oguzkent oteli) — пятизвёздочная гостиница в Ашхабаде, по проспекту Битарап Туркменистан. Гостиница расположена в административном центре столицы Туркмении, в 20 минутах езды от аэропорта. По соседству с гостиницей находятся Центральный банк Туркменистана, Выставочный центр, ряд министерств, музеи и театры, в радиусе одного километра торговые центры и базары. В отеле расположены 299 номеров, три ресторана с международной, французской и марокканской кухнями, бар, двухэтажный спа с крытым и открытыми бассейнами, сауной, фитнес-залом и теннисными кортами.
Строительство отеля началось в 2007 году, для посетителей он открылся 2010 году. Фасад отделан белым мрамором и стеклом, здание отражает идею возрождения страны, оформлено в традиционном туркменском стиле.